# بوشيني تيانشاني
بوشيني تيانشاني (الاسم العلمي:Puccinia tianshanica) هو نوع من الفطريات يتبع جنس البوشيني من فصيلة البوشينية.